# Mamburg
Mamburg ist ein 7,31 Quadratkilometer großer Ortsteil der Gemeinde Stedesdorf im ostfriesischen Landkreis Wittmund. Die Streusiedlung liegt drei Kilometer östlich von Esens und etwa 1,2 Kilometer westnordwestlich von Stedesdorf auf einer Höhe von zwei bis 3,3 Meter über dem Meeresspiegel.
Der Ort geht vermutlich auf eine heute nicht mehr vorhandene Burg zurück, die erstmals 1473 als Mammegheborch genannt wird. Spätere Bezeichnungen sind Mamborch (1570) und Mamborgh (1670). Die heutige Schreibweise ist seit 1819 geläufig. Der Ortsname ist eine Zusammensetzung des Rufnamens Mamme und Burg.
Mamburg war eine selbstständige Gemeinde, die 1972 mit Osteraccum, Thunum und Stedesdorf zur Gemeinde Stedesdorf vereinigt wurde.